# خوزه شیفر
خوزه شیفر (انگلیسی: José Shaffer؛ زادهٔ ۱۶ دسامبر ۱۹۸۵) بازیکن فوتبال اهل آرژانتین است.
از باشگاه‌هایی که در آن بازی کرده‌است می‌توان به باشگاه فوتبال بانفیلد، باشگاه فوتبال گوتبورگ، باشگاه فوتبال لیریا، باشگاه فوتبال بنفیکا، باشگاه فوتبال روساریو سنترال، و باشگاه فوتبال راسینگ کلوب آویاندا اشاره کرد.